# Deposició induïda per feix d'electrons

Esquema del procés EBID.

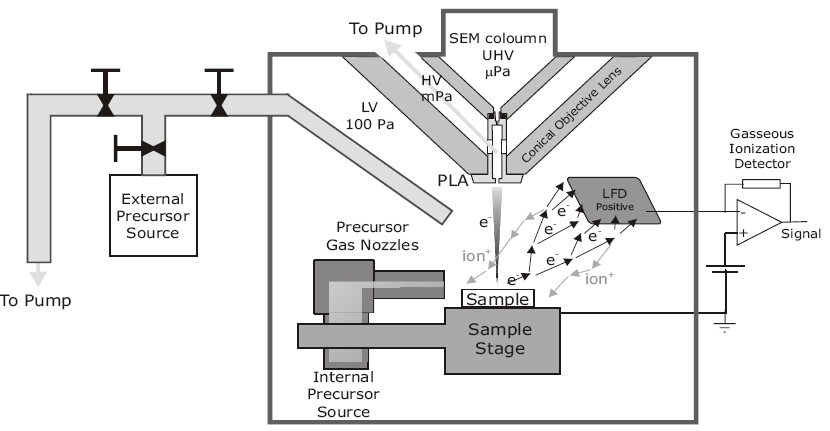
Configuració EBID.

La deposició induïda per feix d'electrons (amb acrònim anglès EBID) és un procés de descomposició de molècules gasoses mitjançant un feix d'electrons que condueix a la deposició de fragments no volàtils sobre un substrat proper. El feix d'electrons és proporcionat normalment per un microscopi electrònic d'escaneig, el que resulta en una gran precisió espacial (potencialment per sota d'un nanòmetre) i la possibilitat de produir estructures tridimensionals autònomes.
El feix d'electrons enfocat d'un microscopi electrònic d'escaneig (SEM) o microscopi electrònic de transmissió d'escaneig (STEM) s'utilitza habitualment. Un altre mètode és la deposició induïda per feix d'ions (IBID), on s'aplica un feix d'ions enfocat. Els materials precursors solen ser líquids o sòlids i gasificats abans de la deposició, generalment mitjançant vaporització o sublimació, i s'introdueixen, a una velocitat controlada amb precisió, a la cambra d'alt buit del microscopi electrònic. Alternativament, els precursors sòlids poden ser sublimats pel propi feix d'electrons.
Quan la deposició es produeix a alta temperatura o implica gasos corrosius, s'utilitza una cambra de deposició especialment dissenyada; s'aïlla del microscopi i s'hi introdueix el feix a través d'un orifici de la mida d'un micròmetre. La petita mida de l'orifici manté la pressió diferencial al microscopi (buit) i la cambra de deposició (sense buit). Aquest mode de deposició s'ha utilitzat per a l'EBID del diamant.
En presència del gas precursor, el feix d'electrons s'escaneja sobre el substrat, donant lloc a la deposició de material. L'escaneig sol ser controlat per ordinador. La velocitat de deposició depèn d'una varietat de paràmetres de processament, com ara la pressió parcial del precursor, la temperatura del substrat, els paràmetres del feix d'electrons, la densitat de corrent aplicada, etc. Normalment és de l'ordre de 10 nm/s.